# Цегель, Эрнст
Эрнст Цегель (нем. Ernst Zägel; 5 марта 1936 — 23 апреля 2020) — немецкий футболист, нападающий. Выступал за сборную Саара.

## Биография

### Клубная карьера
Профессиональную карьеру начал в клубе «Саарбрюккен» в 1955 году. В составе клуба выступал в юго-западной зоне немецкой Оберлиги (высшего дивизиона Германии на тот момент). Наилучшего результата вместе с командой достиг в сезоне 1956/57, когда «Саарбрюккен», заняв второе место в своей зоне, вышел в финальную стадию чемпионата Германии. В сезоне 1961/62 Цегель перешёл в другой клуб юго-западной зоны VfR «Кайзерслаутерн», за который сыграл 11 матчей и забил 3 гола, после чего завершил игровую карьеру.

### Карьера в сборной
Единственный матч за сборную Саара сыграл 3 июня 1956 года, появившись на замену после перерыва в товарищеской встрече со второй сборной Португалии. 1 января 1957 года Протекторат Саар официально вошёл в состав ФРГ и сборная Саара прекратила своё существование.